# ハジロアホウドリ
ハジロアホウドリ (Diomedea cauta)は、ミズナギドリ目アホウドリ科の鳥類。